# Harridan
Harridan è un singolo del gruppo musicale britannico Porcupine Tree, pubblicato il 1º novembre 2021 come primo estratto dall'undicesimo album in studio Closure/Continuation.

## Descrizione
Il brano rappresenta la prima pubblicazione di materiale inedito da parte del gruppo a distanza di dodici anni dall'album The Incident, nonché il primo senza lo storico bassista Colin Edwin; le sue origini affondano già nel periodo immediatamente successivo all'uscita di The Incident insieme ad alcuni dei brani presenti in Closure/Continuation, venendo tuttavia posticipato a causa degli impegni dei singoli componenti con i propri progetti musicali.

## Video musicale
In concomitanza con il lancio del singolo, il gruppo ha reso disponibile un lyric video attraverso il loro canale YouTube.

## Tracce
Testi e musiche di Gavin Harrison e Steven Wilson.
1. Harridan – 8:07

## Formazione
Gruppo
- Richard Barbieri – tastiera, sintetizzatore
- Gavin Harrison – batteria, percussioni
- Steven Wilson – voce, chitarra, basso, tastiera

Produzione
- Richard Barbieri – produzione
- Gavin Harrison – produzione, missaggio batteria
- Steven Wilson – produzione, missaggio
- Paul Stacey – registrazione aggiuntiva della chitarra
- Ed Scull – ingegneria del suono